# Artzamendi
L'Artzamendi /arts̪amendi/, 924 m, est le point culminant de la province du Labourd, dans le Pays basque français, à proximité de la frontière espagnole. Son sommet est situé sur la commune d'Itxassou, dans le département des Pyrénées-Atlantiques en région Nouvelle-Aquitaine.

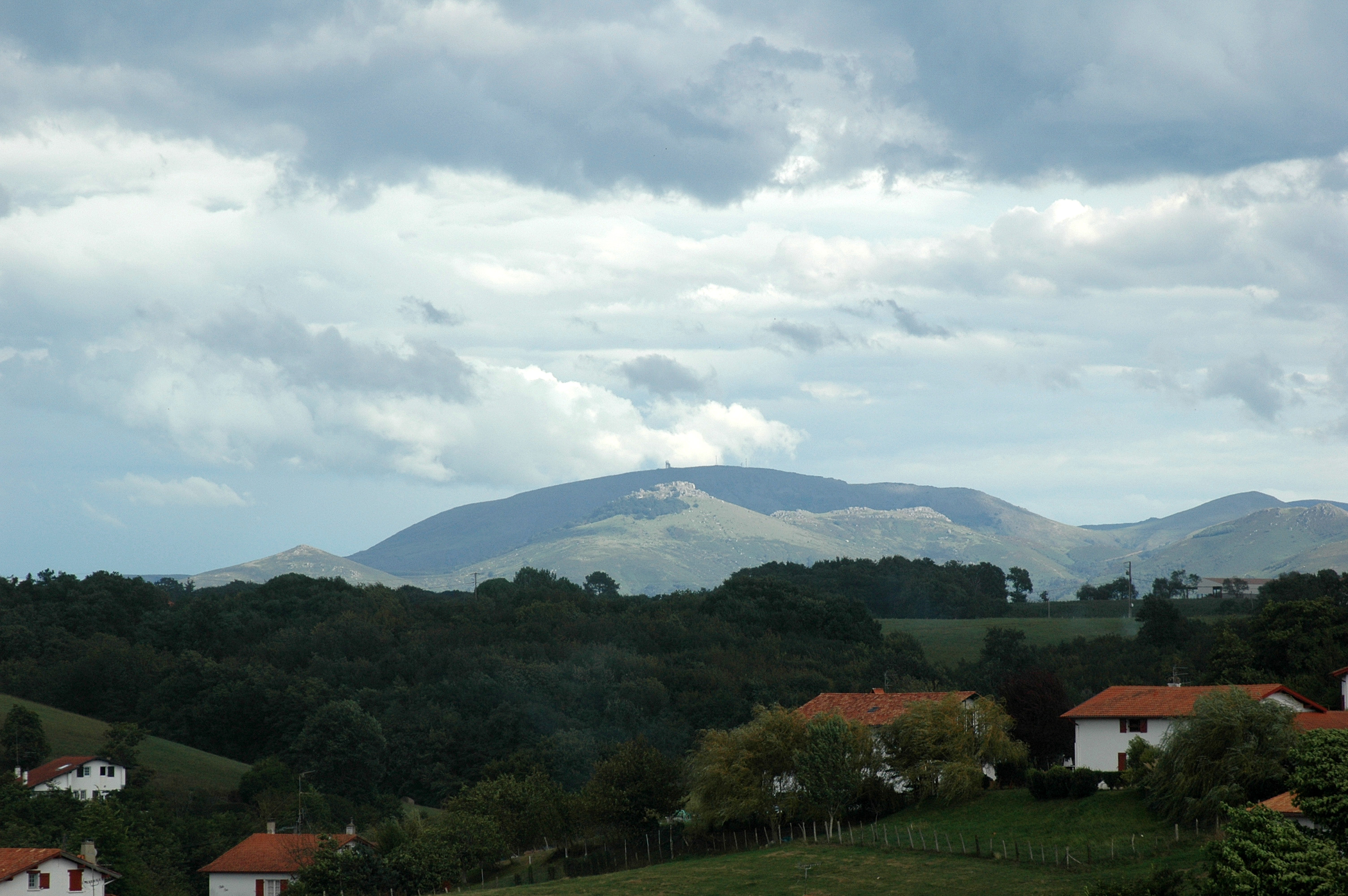
L'Artzamendi vu d'Ahetze, avec le Mondarrain (749 m) en premier plan.

## Toponymie
Son nom peut avoir deux significations : 
- « montagne de l'ours » : hartza mendi ;
- « montagne du berger » : artzain mendi.

## Géographie

### Topographie
L'Artzamendi et le pic d'Iguzki voisin (844 m, frontalier) séparent deux petites vallées affluentes de la Nive, au nord du sommet espagnol du Goramendi (1 090 m).

### Faune
Les falaises du versant espagnol sont peuplées par une importante colonie de plusieurs centaines de vautours fauves, qui s'installent peu à peu sur le versant francais.

## Histoire
On trouve sur la partie sommitale des traces anciennes de présence humaine : cromlechs d'Arluxata et du col de Mehatze.

## Voies d'accès

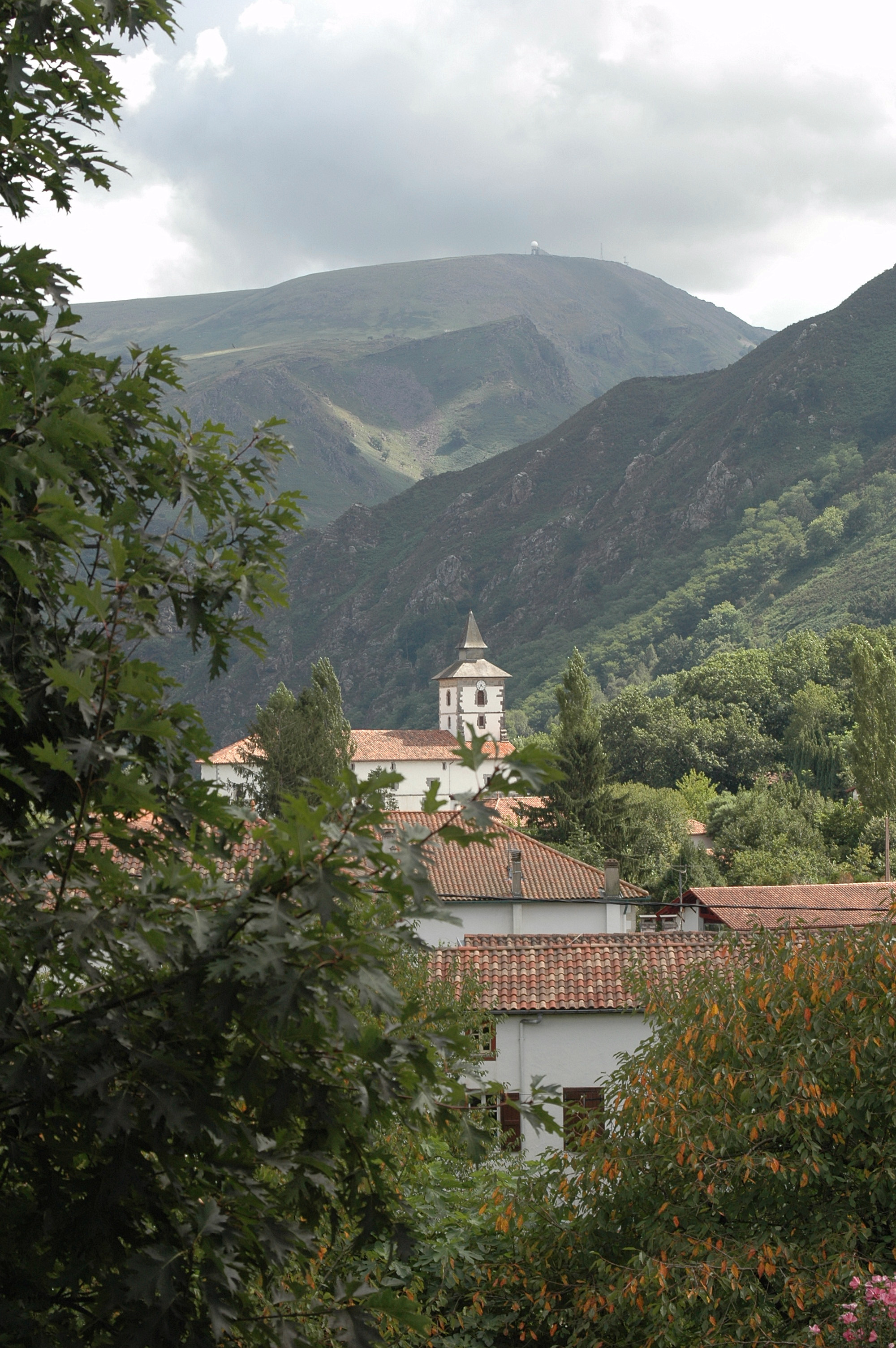
Itxassou, vue sur l'église et l'Artzamendi.

Depuis le hameau de Laxia (Itxassou), une route étroite de montagne présentant des pentes jusqu'à 18 % permet l'accès au sommet et à ses émetteurs hertziens, en passant par le col de Mehatze.